# Condado de Audrain
El condado de Audrain (en inglés: Audrain County) es un condado en el estado estadounidense de Misuri. En el censo de 2000 el condado tenía una población de 25.853 habitantes. La sede de condado es Mexico. El condado fue fundado el 17 de diciembre de 1836 y fue nombrado en honor a James H. Audrain, un congresista estatal de Misuri.

## Geografía

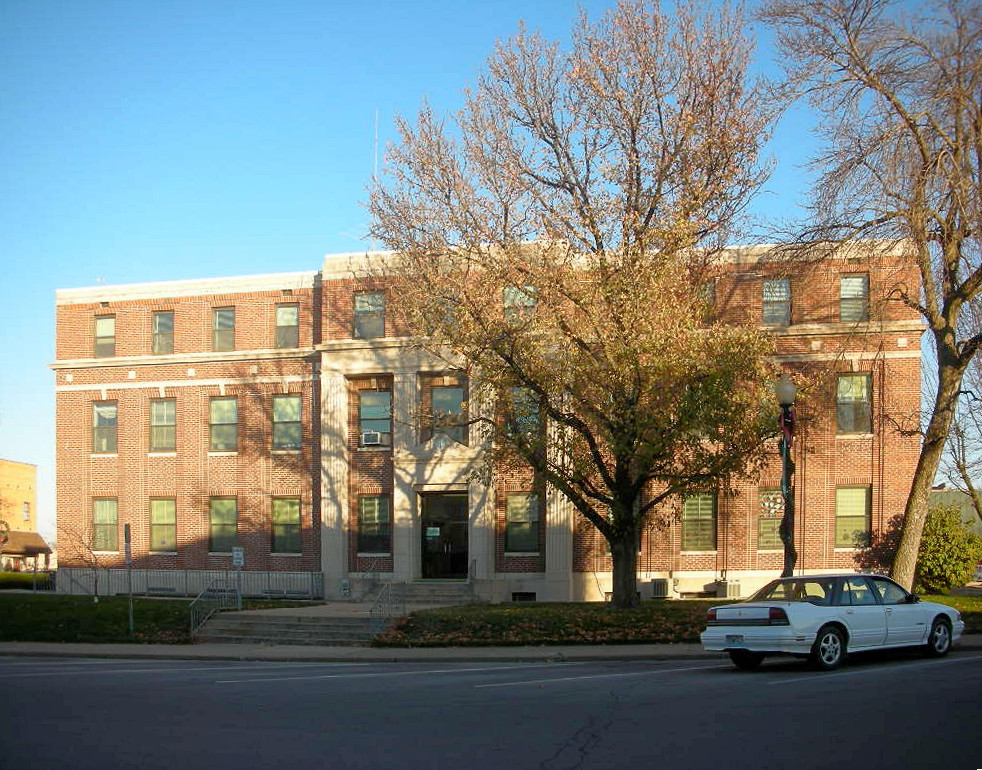
Juzgado del condado de Audrain en México.

Según la Oficina del Censo, el condado tiene un área total de 1.805 km² (697 sq mi), de la cual 1.795 km² (693 sq mi) es tierra y 10 km² (4 sq mi) (0,53%) es agua.

### Condados adyacentes
- Condado de Monroe (norte)
- Condado de Ralls (noreste)
- Condado de Pike (este)
- Condado de Montgomery (sureste)
- Condado de Callaway (sur)
- Condado de Boone (suroeste)
- Condado de Randolph (noroeste)

## Autopistas importantes
- U.S. Route 54
- Ruta Estatal de Misuri 15
- Ruta Estatal de Misuri 19
- Ruta Estatal de Misuri 22
- Ruta Estatal de Misuri 151

## Demografía
En el  censo de 2000, hubo 25.853 personas, 9.844 hogares y 6.762 familias residiendo en el condado. La densidad poblacional era de 37 personas por milla cuadrada (14/km²). En el 2000 había 10.881 unidades habitacionales en una densidad de 16 por milla cuadrada (6/km²). La demografía del condado era de 91,08% blancos, 7,19% afroamericanos, 0,26% amerindios, 0,34% asiáticos, 0,03% isleños del Pacífico, 0,21% de otras razas y 0,88% de dos o más razas. 0,73% de la población era de origen hispano o latino de cualquier raza. 
La renta promedio para un hogar del condado era de $32.057 y el ingreso promedio para una familia era de $40.448. En 2000 los hombres tenían un ingreso medio de $28.550 versus $20,712 para las mujeres. La renta per cápita para el condado era de $16.441 y el 14,80% de la población estaba bajo el umbral de pobreza nacional.

## Ciudades y pueblos
| - Benton City - Farber - Laddonia | - Martinsburg - Mexico - Rush Hill | - Thompson - Vandalia - Vandiver |